# دهنو (مقاطعة دلفان)
دهنو (بالفارسية: دهنو) هي قرية تقع في قسم نورعلي الريفي (مقاطعة دلفان) في إيران. يقدر عدد سكانها بـ 264 نسمة بحسب إحصاء 2016.